# Tension thermoneutre
 (juillet 2021).
La tension thermoneutre (ou potentiel thermoneutre) est une notion qui apparaît en électrochimie, plus précisément dans les réactions d'électrolyse; elle désigne la tension électrique que l'on doit appliquer au dispositif électrolytique pour rendre possible la réaction d'électrolyse d'un point de vue thermodynamique mais également pour maintenir constante la température globale du réacteur. En effet, une réaction d'électrolyse (par exemple celle de l'eau que l'on décompose en dihydrogène et dioxygène) est souvent endothermique (à l'inverse d'une réaction de combustion), c'est-à-dire qu'elle prélève du transfert thermique à l’environnement; en conséquence la tension thermoneutre pour l'électrolyse de l'eau sera supérieure à la tension prédite par la thermodynamique (règle du gamma), l'excès de tension sert à fournir le transfert thermique nécessaire pour rester à température constante. 

## Définition
Considérons une réaction d'oxydo-réduction, mettant en jeu les couples oxydoréducteurs Ox1/Red1 et Ox2/Red2 :
{\displaystyle Ox2+Red1\rightarrow Red2+Ox1}
Il s'agit d'une réaction d'électrolyse si le potentiel standard du couple Ox1/Red1 est supérieur à celui du couple Ox2/Red2 (sens inverse à celui prédit par la règle du gamma). La tension minimale à appliquer entre les deux électrodes pour réaliser l’électrolyse est définie à l'aide des potentiels d'oxydo-réduction des deux couples:
{\displaystyle U^{0}=E_{1}^{0}-E_{2}^{0}={\frac {\Delta _{r}G^{0}}{nF}}}
où {\displaystyle \Delta _{r}G^{0}} est l'enthalpie libre standard de la réaction, {\displaystyle n} est le nombre d'électrons échangés dans la réaction d'électrolyse entre les deux couples et {\displaystyle F} la constante de Faraday.
Le premier principe de la thermodynamique pour un système fermé évoluant à pression constante s'écrit pour une transformation infinitésimale:
{\displaystyle \delta H=\delta Q_{P}+\delta W_{el}},
où {\displaystyle \delta H=\Delta _{r}Hd\xi } est l'enthalpie reçue par le système chimique, {\displaystyle \delta Q_{P}} le transfert thermique reçu et {\displaystyle \delta W_{el}=Udq=UnFd\xi } le travail électrique fourni par le générateur qui alimente l'électrolyseur.
La tension thermoneutre {\displaystyle U_{tn}} est définie comme la tension qui permet d'annuler le transfert thermique {\displaystyle \delta Q_{P}=0}, soit {\displaystyle \delta W_{el}=\delta H}, et finalement:
{\displaystyle U_{tn}={\frac {\Delta _{r}H^{0}}{nF}}={\frac {\Delta _{r}G^{0}}{nF}}+T{\frac {\Delta _{r}S}{nF}}=U^{0}+T{\frac {\Delta _{r}S}{nF}}}
où {\displaystyle \Delta _{r}H} est l'enthalpie de réaction, et {\displaystyle \Delta _{r}S} l'entropie de réaction

## Exemple de l'électrolyse de l'eau
Pour la réaction d'électrolyse de l'eau, le terme {\displaystyle T{\frac {\Delta _{r}S}{nF}}} est positif parce que le nombre de moles en phase gazeuse augmente, ainsi la tension thermoneutre {\displaystyle U_{tn}}à appliquer entre les deux électrodes est supérieure à la tension d'électrolyse {\displaystyle U}.
Dans les conditions standard de température et de pression, les potentiels standard des deux couples oxydoréducteurs en jeu sont {\displaystyle E_{1}^{0}(O_{2}/H_{2}O)=1.23V} et {\displaystyle E_{2}^{0}(H_{2}O/H_{2})=0.0V}; l'entropie standard de la réaction vaut {\displaystyle S^{0}(H_{2}0)=188,74J/mol/K}.
La thermodynamique prévoit que la réaction d'électrolyse de l'eau est possible si l'on applique une tension supérieure ou égale à {\displaystyle U=E_{1}^{0}(O_{2}/H_{2}O)-E_{2}^{0}(H_{2}O/H_{2})=1.23V}.
La tension thermoneutre (qui permet de compenser le fait que la réaction soit endothermique) vaut: {\displaystyle U_{th}=U+T{\frac {S^{0}(H_{2}0)}{2F}}=1.52V}.